# Régions et peuples solidaires
De Régions et peuples solidaires (R&PS) (Nederlands: Saamhorige regio's en volkeren)  is een Franse politieke partij, die streeft naar maximale autonomie voor de volkeren en regio's binnen de Franse Republiek. In de R&PS zijn zo'n 11 regionalistische dan wel autonomistische democratische partijen verenigd.

## Geschiedenis
De Régions et peuples solidaires (R&PS) is in juni 1994 opgericht als een samenwerkingsverband van Franse politieke partijen die streven naar maximale politieke en culturele autonomie voor de volkeren en regio's binnen de Franse Republiek, een centralistische eenheidsstaat waar de dominante centrale overheid in Parijs als beklemmend wordt ervaren voor de rijke culturele diversiteit van de Franse regio's en volkeren.

## Vertegenwoordigers en bestuurders
Met de Bretonse politicus Paul Molac (UDB) kreeg de R&PS in 2012 één afgevaardigde in de Nationale Vergadering. Tussen 2009 en 2014 was de Corsicaan François Alfonsi (PNC) lid van het Europees Parlement. Tot haar leden behoren eveneens 22 regionale raadsleden, actief in meerdere regio's van Frankrijk.

## Aangesloten partijen
| Territoirium of gemeenschap | Partij                                                                       | Afkorting | Ideologie                                         | Lid sinds |
| --------------------------- | ---------------------------------------------------------------------------- | --------- | ------------------------------------------------- | --------- |
| Barbarije en haar diaspora  | Congrès mondial amazigh (Wereldwijd Congres voor Berbers)                    | CMA       | Internationale niet-gouvernementele organisatie   | 2009      |
| Bretagne                    | Union démocratique bretonne (Bretonse Democratische Unie)                    | UDB       | Autonomisme, ecologie, progressivisme             | 1994      |
| Corsica                     | Partitu di a Nazione Corsa (Partij van de Corsicaanse Natie)                 | PNC       | Autonomisme, sociaaldemocratie, ecologie          | 2002      |
| Elzas                       | Unser Land (Ons land)                                                        | -         | Autonomisme, centrisme                            | 2010      |
| Noord-Baskenland            | Abertzaleen batasuna (Patriottische Unie)                                    | AB        | Autonomisme, socialisme, ecologie, progressivisme | ?         |
| Noord-Baskenland            | Eusko alkartasuna (Baskisch saamhorigheid)                                   | EA        | Autonomisme, sociaaldemocratie, progressivisme    | 1994      |
| Noord-Baskenland            | Eusko Alderdi Jeltzalea (Baskische Nationalistische Partij)                  | EAJ-PNB   | Autonomisme, sociaaldemocratie, centrisme         | 1997      |
| Noord-Catalonië             | Convergència Democràtica de Catalunya (Democratische Convergentie Catalonië) | CDC       | Autonomisme, centrisme, sociaaldemocratie         | 2006      |
| Noord-Catalonië             | Esquerra Republicana de Catalunya (Catalaans Republikeins Links)             | ERC       | Autonomisme, progressivisme                       | ?         |
| Occitanië                   | Partit occitan (Occitaanse partij)                                           | POC       | Autonomisme, socialisme, progressivisme           | 1994      |
| Savoye                      | Mouvement Région Savoie (Beweging Regio Savoye)                              | MRS       | Regionalisme, centrisme                           | 1994      |